# ماتیاس راد
ماتیاس راد: (به انگلیسی: .Matthias Rath, M.D) در سال 1955 در اشتوتگارت آلمان به دنیا آمد، وی یک پزشک آلمانی در رشته پزشکی جایگزین است. او کاشف پزشکی سلولی است.

## پزشکی سلولی
پزشکی سلولی به عنوان یک گزینه برای کنترل بیماری‌های قلبی و عروقی، سرطان و نقص سیستم ایمنی بدن بکار می رود. و شیوه آن پیشگیری و درمان با رساندن مواد حیاتی به سلول است.

## ویدئوها
- سخنرانی دکتر راد، انگلیسی
- ویدئو برای دیابت در یوتیوب
- سخنرانی دکتر راد شماره1 در یوتیوب
- سخنرانی دکتر راد شماره2 در یوتیوب
- سخنرانی دکتر راد شماره3 در یوتیوب
- سخنرانی دکتر راد شماره4 در یوتیوب
- سخنرانی دکتر راد شماره5 در یوتیوب
- سخنرانی دکتر راد شماره6 در یوتیوب
- سخنرانی دکتر راد شماره7 در یوتیوب

## پیوندهای دیگر
- تارنگار دکتر راد به چند زبان رایج در اروپا
- سازمان پژوهشی دکتر راد